# زنان در اوگاندا
زنان در اوگاندا مسئولیت‌های اقتصادی و اجتماعی قابل توجهی در جوامع سنتی مختلف این کشور دارند. زنان اوگاندا از پیشینه‌های اقتصادی و آموزشی متنوعی برخوردارند. با وجود پیشرفت‌های اقتصادی و اجتماعی در سراسر کشور، خشونت خانگی و تجاوزهای جنسی همچنان مسائل شایعی در اوگاندا هستند. بی‌سوادی به‌طور مستقیم با افزایش سطح خشونت خانگی مرتبط است. این مسئله عمدتاً به این دلیل است که اعضای خانواده نمی‌توانند تصمیمات مناسبی که مستقیماً بر برنامه‌های آینده آن‌ها تأثیر می‌گذارد، اتخاذ کنند. گزارش‌های دولتی حاکی از افزایش سطح خشونت خانگی علیه زنان است که به‌طور مستقیم ناشی از فقر است.

## پویایی‌های اجتماعی
امروزه نقش‌های جنسیتی در اوگاندا تحت تأثیر سنت‌ها و همچنین پویایی‌های اجتماعی در حال تغییر است. نقش‌های سنتی زنان در اوگاندا مشابه نقش‌های سنتی زنان در سراسر جهان است. این نقش‌ها عمدتاً شامل خانه‌داری، پرورش فرزندان، آوردن آب، آشپزی و رسیدگی به نیازهای جامعه هستند.
در دهه ۱۹۸۰، برخی از زنان مناطق روستایی بوگاندا انتظار می‌رفت هنگام صحبت با مردان زانو بزنند. با این حال، در همان زمان، زنان مسئولیت‌های اصلی مراقبت از کودکان و کشاورزی معیشتی را بر عهده داشتند و در قرن بیستم، زنان سهم قابل توجهی در کشاورزی محصولات نقدی داشته‌اند.
در گذشته، کنترل امور مالی خانوادگی به‌طور سنتی نقش مردان بوده است، اما زنان مشارکت‌های اقتصادی قابل توجهی برای خانواده‌های خود و اقتصاد کلان اوگاندا ارائه می‌دهند. بسیاری از زنان گزارش می‌دهند که همچنان برای پیدا کردن فرصت‌های شغلی تلاش می‌کنند و برخی برای یافتن فرصت‌های شغلی بهتر، جوامع خود را ترک می‌کنند. نقش‌های جنسیتی سنتی که عمدتاً تحت تأثیر نفوذ انجیل‌گرایان آمریکایی دوباره احیا شده است، نقش زنان را مبتنی بر مسئولیت‌های داخلی تعریف می‌کند؛ بنابراین، اشتغال زنان همچنان در فرهنگ اوگاندا با برچسب منفی همراه است. با این حال، ابتکارات بیشتری برای ایجاد اشتغال زنان در سراسر کشور انجام شده است.
از بسیاری جهات، زنان اوگاندا حقوقی دارند و داشته‌اند که از حقوق زنان در جوامع غربی فراتر می‌رود. بسیاری از مردم اوگاندا زنان را به عنوان رهبران مهم مذهبی و اجتماعی به رسمیت می‌شناسند. زنان حق داشتن زمین، تأثیرگذاری بر تصمیمات سیاسی مهم مردان، و کشت محصولات برای سود خود را داشته‌اند. زمانی که کشاورزی محصولات نقدی سودآور شد، همانند جنوب‌شرقی اوگاندا در دهه ۱۹۲۰، مردان اغلب حقوق زمین متعلق به بستگان زن خود را مطالبه می‌کردند، و ادعاهای آن‌ها توسط شوراهای محلی و دادگاه‌های محافظه‌کار حمایت می‌شد.

### چندزنی
شیوه‌های ازدواج چندزنی، که به مرد اجازه می‌دهد بیش از یک زن بگیرد، برخی جنبه‌های تسلط مردانه را تقویت کرده است. با این حال، این شیوه‌ها همچنین به زنان عرصه‌ای برای همکاری در مخالفت با تسلط مردان ارائه داده‌اند.
در اوگاندا، مرد گاهی «وضعیت مردانه» را به همسر ارشد خود اعطا می‌کند، که به او اجازه می‌دهد به عنوان برابر با مردان و به عنوان برتر نسبت به دیگر همسران او رفتار کند. در قرن بیستم، ازدواج‌های چندزنی نمایانگر پیوندهای اجتماعی بودند که به‌طور قانونی به عنوان ازدواج شناخته نمی‌شدند، و زنان را بدون حقوق قانونی برای ارث یا تأمین مالی در صورت طلاق یا بیوه شدن رها می‌کردند.

## برابری جنسیتی
مانند بسیاری از کشورهای دیگر، اوگاندا با موانع متعددی در مسیر حرکت به سوی برابری جنسیتی مواجه است. پس از آنکه برابری جنسیتی و توانمندسازی زنان به عنوان یکی از اهداف توسعه هزاره سازمان ملل متحد در سال ۲۰۰۰ ذکر شد، بخش عدالت، قانون و نظم اوگاندا (JLOS) در گزارش سالانه خود جنسیت و دسترسی به عدالت (۲۰۰۱) به بررسی موانع مختلف در دسترسی به عدالت پرداخت. در سال ۲۰۱۲، JLOS گزارش داد که به دلیل مردسالاری و کمبود برابری جنسیتی، اکثریت فقرا زنان هستند؛ بسیاری از این زنان از حقوق خاصی مانند مالکیت زمین محروم یا بی‌اطلاع هستند.